# Inmigración británica en Venezuela
La inmigración británica en Venezuela hace referencia a los ciudadanos provenientes del Reino Unido que arribaron a Venezuela.

## Historia
Particularmente se trata de una comunidad pequeña, pero que cuenta con una historia parecida a otras que llegaron al país en busca de nuevas oportunidades. Los británicos que venían principalmente eran expertos e ingenieros en materia petrolera cuando Venezuela experimentaba el auge del petróleo tanto a principios y medianos del siglo XX.

## Venezolanos de ascendencia británica
- Roy Chaderton, político y diplomático.
- Charles Brewer-Carías, fotógrafo y explorador.